# Paratus
Paratus is een geslacht van spinnen uit de familie bodemzakspinnen (Liocranidae).

## Soorten
De volgende soorten zijn bij het geslacht ingedeeld:
- Paratus halabala Zapata & Ramírez, 2010
- Paratus indicus Marusik, Zheng & Li, 2008
- Paratus reticulatus Simon, 1898
- Paratus sinensis Marusik, Zheng & Li, 2008